# Sabine Pfeifer
Sabine Pfeifer (* 23. Juli 1980 in Nijmegen, Niederlande) ist eine deutsch-niederländische Sängerin, Moderatorin und Schauspielerin. Als Kind trat sie unter dem Namen Sabine Martin auf.

## Leben und Karriere
Sabine Pfeifer wurde am 23. Juli 1980 im niederländischen Nijmegen als Tochter einer indonesischen Einwanderin und eines deutschen Vaters geboren.
Zwei Jahre später zog die Familie nach Erftstadt bei Köln. Von ihrem 5. bis zu ihrem 18. Lebensjahr hatte sie Klavierunterricht und sang im Tonstudio DogHouseStudios ihrer Eltern. Mit acht Jahren wurde sie von Roland Kaiser entdeckt, bei dem ihr Vater als musikalischer Leiter tätig war. Sabine Pfeifers Karriere begann damit, dass sie die Titelmusik in der ZDF-Serie Ein Heim für Tiere sang und dort drei Jahre lang eine Hauptrolle neben Eleonore Weisgerber und Hans Heinz Moser spielte. 
Danach spielte sie unter anderem im ZDF-Film Miriams Mutter (1993) sowie in der Comedy-Show Alles klar beim Sender Nickelodeon (1997/1998), bei dem sie auch moderierte. Seit der Erlangung ihres Abiturs ist sie Mitglied der TV-Band RTL AllStars. 2002 sang sie für einen Spielfilm den Song Love’s War und 2003 den Song We’re the Stars für die Daimler AG. Von 1999 bis 2003 spielte sie in der RTL-Serie Unter uns die Pauline Pfitzer. In dieser Rolle stellte sie eine Musikstudentin dar und spielte oft live Klavier. Von 2003 bis 2005 spielte sie neben Axel Stein die Hauptrolle der Yvonne in den Sat.1-Serien Axel! und  Axel! will’s wissen. 2005 hatte sie einen Gastauftritt in der Schillerstraße (Sat.1), mehrere Gastauftritte bei Stefan Raabs TV total (2005 und 2006) folgten. 2006 nahm sie an der Wok-WM im Vierer-Wok teil. Im selben Jahr sang sie für einen VIVA-Pilotfilm den Song You’re the Love of My Life.
In der deutschen Fernsehserie Lindenstraße spielte Sabine Pfeifer von Januar 2007 bis Juli 2008 das Hausmädchen Kathy Müller. Außerdem spielt sie gelegentlich in den Sendungen Wissen macht Ah! und Krügers Woche mit.

## Filmografie
- 1993: Miriams Mutter
- 1997: Alles klar
- 1999–2003: Unter uns
- 2003: Axel!
- 2005: Axel! will’s wissen
- 2005: Schillerstraße
- 2007: Hausmeister Krause – Ordnung muss sein (Fernsehserie, 1 Folge)
- 2007–2008, 2009: Lindenstraße
- 2007: Krügers Woche
- 2007: Der geheimnisvolle Schwiegersohn
- 2008: SOKO Köln (Fernsehserie)
- 2010: Bollywood lässt Alpen glühen
- 2019–2021: Heldt (Fernsehserie)
- 2022: In aller Freundschaft (Fernsehserie, Folge Nur  die Wahrheit zählt)

## Diskografie
- 2002: Love’s War
- 2003: We’re the Stars
- 2006: You’re the Love of My Life

## Nominierung
- 2005: Nominierung für den Deutschen Comedypreis